# Liste der Landschaftsschutzgebiete im Landkreis Hameln-Pyrmont
Die Liste der Landschaftsschutzgebiete im Landkreis Hameln-Pyrmont enthält die Landschaftsschutzgebiete des Landkreises Hameln-Pyrmont in Niedersachsen.
| Bild                                           | Nummer         | Bezeichnung des Gebietes                       | Fläche in Hektar | WDPA-ID | Koordinaten | Datum der Verordnung |
| ---------------------------------------------- | -------------- | ---------------------------------------------- | ---------------- | ------- | ----------- | -------------------- |
| Schecken                                       | LSG HM 00001   | Westlich des Scheckens                         | 310,70           | 325829  | Position    | 1936                 |
|                                                | LSG HM 00002   | Hameltal                                       | 26,50            | 321347  | Position    | 1936                 |
|                                                | LSG HM 00004   | Saaletal                                       | 99,50            | 32136   | Position    | 1936                 |
|                                                | LSG HM 00007   | Park Sophienhof                                | 2,00             | 323628  | Position    | 1939                 |
|                                                | LSG HM 00008   | Hummetal                                       | 176,40           | 321839  | Position    | 1949                 |
|                                                | LSG HM 00009   | Remtetal                                       | 93,70            | 323807  | Position    | 1949                 |
|                                                | LSG HM 00010   | Beberbachtal                                   | 7,90             | 319838  | Position    | 1950                 |
|                                                | LSG HM 00011   | Lammergrund                                    | 11,60            | 322397  | Position    | 1950                 |
|                                                | LSG HM 00013   | Pulvermühle                                    | 6,10             | 323714  | Position    | 1950                 |
| Steinbruch im Thüster Berg                     | LSG HM 00020   | Kanstein – Thüster Berg                        | 673,80           | 322057  | Position    | 1972                 |
| weitere Bilder                                 | LSG HM 00021   | Emmertal                                       | 2314,30          | 320624  | Position    | 1963                 |
| weitere Bilder                                 | LSG HM 00024   | Süntel                                         | 2878,90          | 324964  | Position    | 1968                 |
| weitere Bilder                                 | LSG HM 00026   | Hessisch Oldendorfer Wesertal/Nord             | 2787,80          | 321590  | Position    | 1983                 |
|                                                | LSG HM 00027   | Hessisch Oldendorfer Wesertal/Mitte            | 1062,50          | 390095  | Position    | 1984                 |
|                                                | LSG HM 00028   | Hessisch Oldendorfer Wesertal/Süd              | 1578,20          | 321591  | Position    | 1983                 |
|                                                | LSG HM 00029   | Hamelner – Fischbecker Wälder und Randbereiche | 774,30           | 321344  | Position    | 1984                 |
| Ith                                            | LSG HM 00030   | Ith                                            | 1561,10          | 321981  | Position    | 1980                 |
| weitere Bilder                                 | LSG HM 00031   | Süd-Deister                                    | 2238,50          | 324903  | Position    | 1967                 |
| weitere Bilder                                 | LSG HM 00032   | Osterwald – Saupark                            | 1609,40          | 323574  | Position    | 1972                 |
|                                                | LSG HM 00033   | Wesertal                                       | 821,80           | 325796  | Position    | 1955                 |
|                                                | LSG HM 00034   | Eichberg                                       | 257,90           | 320537  | Position    | 1985                 |
|                                                | LSG HM 00035   | Schecken                                       | 779,30           | 324125  | Position    | 1991                 |
| weitere Bilder                                 | LSG HM 00036   | Kirchberg/Mosterholz                           | 1143,50          | 322131  | Position    | 1992                 |
| Böbberbachniederung, im Hintergrund der Süntel | LSG HM 00037   | Böbberbachniederung                            | 86,30            | 319985  | Position    | 1993                 |
|                                                | LSG HM 00038   | Neersener Bergland                             | 282,90           | 323162  | Position    | 1997                 |
|                                                | LSG HM-S 00001 | Westlich des Scheckens                         | 129,10           | 325830  | Position    | 1991                 |
|                                                | LSG HM-S 00002 | Hameltal                                       | 239,00           | 321348  | Position    | 1936                 |
|                                                | LSG HM-S 00003 | Hummetal                                       | 86,00            | 321840  | Position    | 1949                 |
|                                                | LSG HM-S 00004 | Remtetal                                       | 31,00            | 323808  | Position    | 1949                 |
| Dütberg, im Hintergrund der Schecken           | LSG HM-S 00005 | Dütberg (offiziell Düt-Berg)                   | 40,00            | 320480  | Position    | 1952                 |
|                                                | LSG HM-S 00006 | Süntel                                         | 295,00           | 324965  | Position    | 1958                 |
| Töneböns Teiche                                | LSG HM-S 00007 | Töneböns Teiche                                | 4,00             | 325194  | Position    | 1974                 |
|                                                | LSG HM-S 00008 | Hamelner Stadtforsten (Südwest)                | 670,00           | 321346  | Position    | 1969                 |
|                                                | LSG HM-S 00009 | Hamelner – Fischbecker Wälder und Randbereiche | 1932,00          | 321345  | Position    | 1984                 |
|                                                | LSG HM-S 00010 | Wesertal                                       | 459,90           | 325796  | Position    | 1955                 |
|                                                | LSG HM-S 00011 | Schecken                                       | 375,00           | 390358  | Position    | 1991                 |